# Life After Death
Life After Death es el segundo álbum del rapero The Notorious B.I.G., lanzado el 25 de marzo de 1997. En 2003, el álbum fue elegido en la posición #483 por la revista Rolling Stone en la lista de los 500 mejores álbumes de la historia de la música y, hasta el momento, es uno de los álbumes de Rap más vendido de la historia, con más de 10 millones de copias y ganancias de 13,000,000. Fue certificado por la Recording Industry Association of America por platino con 11 millones de unidades.

## Lista de canciones

### Disco 1
1. "Life After Death Intro" (Producido por Sean "Puffy" Combs & Stevie J.)
2. "Somebody's Gotta Die" (Producido por Nashiem Myrick, Carlos "July Six" Broady & Sean "Puffy" Combs, contiene samples de "In the Rain" de The Dramatics)
3. "Hypnotize" (Producido por Deric "D-Dot" Angelettie, Ron "Amen-Ra" Lawrence & Sean "Puffy" Combs)
4. "Kick in the Door" (Producido por DJ Premier, contiene samples de "I Put a Spell on You" by Screamin' Jay Hawkins)
5. "Fuck You Tonight" (con R. Kelly) (Producido por Daron Jones & Sean "Puffy" Combs)
6. "Last Day" (featuring The LOX) (Producido por Havoc)
7. "I Love the Dough" (featuring Jay-Z & Angela Winbush) (Producido porEasy Mo Bee, Mixed por Michael Patterson), contiene samples de "I Love You More" de Rene & Angela)
8. "What's Beef?" (Producido por Carlos "July Six" Broady & Nashiem Myrick, Mixed de Michael Patterson))
9. "B.I.G. Interlude" (Producido por The Notorious B.I.G. & Deric "D-Dot" Angelettie, contiene samples de "PSK (What Does It Mean)" de Schoolly D)
10. "Mo Money Mo Problems" (con Mase & Puff Daddy) (Producido por Stevie J. & Sean "Puffy" Combs, Versión álbum mezclado por Tony Maserati, versión sencillo mezclado por Michael Patterson), contiene samples de "I'm Comin' Out" de Diana Ross)
11. "Niggas Bleed" (Producido por Nashiem Myrick, Carlos "July Six" Broady, Sean "Puffy" Combs & Stevie J, Mixed por Michael Patterson)
12. "I Got a Story to Tell" (Producido por Buckwild, Mixed por Michael Patterson)

### Disco 2
1. "Notorious Thugs" (con Bone Thugs-N-Harmony) (Producido por Stevie J. & Sean "Puffy" Combs, Mixed por Michael Patterson)
2. "Miss U" (con 112) (Producido por Kay-Gee)
3. "Another" (con Lil' Kim) (Producido por Sean "Puffy" Combs & Stevie J.)
4. "Going Back to Cali" (Producido por Easy Mo Bee, Mixed por Michael Patterson)
5. "Ten Crack Commandments" (Producido por DJ Premier)
6. "Playa Hater" (Producido por Sean "Puffy" Combs & Stevie J, Mixed por Michael Patterson)
7. "Nasty Boy" (Producido por Sean "Puffy" Combs & Stevie J.)
8. "Sky's the Limit" (con 112) (Producido por Clark Kent, Mixed por Michael Patterson), contiene samples de "My Flame" por Bobby Caldwell)
9. "The World Is Filled..." (con Too Short & Puff Daddy) (Producido por Deric "D-Dot" Angelettie & Sean "Puffy" Combs, contiene samples de "Spacewalk" por Kit Walker)
10. "My Downfall" (featuring DMC) (Producido por Carlos "July Six" Broady, Nashiem Myrick & Sean "Puffy" Combs, Mixed por Michael Patterson)
11. "Long Kiss Goodnight" (Producido por RZA, Mixed por Michael Patterson)
12. "You're Nobody (Til Somebody Kills You)" (Producido por Sean "Puffy" Combs & Stevie J, Mixed por Paul Logus)

## Posiciones en lista
Álbum - Billboard (Norteamérica)
| Año  | Lista                  | Posición |
| ---- | ---------------------- | -------- |
| 1997 | Billboard 200          | 1        |
| 1997 | Top Canadian Albums    | 3        |
| 1997 | Top R&B/Hip-Hop Albums | 1        |

Sencillos - Billboard (Norteamérica)
| Año  | Sencillo               | Lista                              | Posición |
| ---- | ---------------------- | ---------------------------------- | -------- |
| 1997 | "Mo Money Mo Problems" | Hot Rap Singles                    | 1        |
| 1997 | "Mo Money Mo Problems" | Hot R&B/Hip-Hop Singles & Tracks   | 2        |
| 1997 | "Hypnotize"            | Canadian Singles Chart             | 3        |
| 1997 | "Mo Money Mo Problems" | Canadian Singles Chart             | 2        |
| 1997 | "Mo Money Mo Problems" | Hot Dance Music/Maxi-Singles Sales | 1        |
| 1997 | "Hypnotize"            | Hot R&B/Hip-Hop Singles & Tracks   | 1        |
| 1997 | "Hypnotize"            | Hot Rap Singles                    | 1        |
| 1997 | "Hypnotize"            | Rhythmic Top 40                    | 3        |
| 1997 | "Mo Money Mo Problems" | Rhythmic Top 40                    | 2        |
| 1997 | "Mo Money Mo Problems" | Top 40 Mainstream                  | 22       |
| 1997 | "Hypnotize"            | Billboard Hot 100                  | 1        |
| 1997 | "Mo Money Mo Problems" | Billboard Hot 100                  | 1        |
| 1998 | "Mo Money Mo Problems" | Canadian Singles Chart             | 13       |
| 1998 | "Sky's The Limit"      | Canadian Singles Chart             | 11       |
| 1998 | "Going Back To Cali"   | Hot R&B/Hip-Hop Singles & Tracks   | 31       |
| 1998 | "Going Back To Cali"   | Hot Rap Singles                    | 3        |
| 1998 | "Going Back To Cali"   | The Billboard Hot 100              | 26       |